# Austrolimnophila exsanguis
Austrolimnophila exsanguis är en tvåvingeart som beskrevs av Alexander 1955. Austrolimnophila exsanguis ingår i släktet Austrolimnophila och familjen småharkrankar.
Artens utbredningsområde är Madagaskar. Inga underarter finns listade i Catalogue of Life.